# Terry Clancy
Terry Clancy (né le 2 avril 1943 à Ottawa dans la province de l'Ontario au Canada) est un joueur de hockey sur glace. Il évolue au poste d'ailier droit. Il est le fils de King Clancy et le grand oncle de Laura Stacey.

## Carrière
Il commence sa carrière en jouant pour les St. Michael's Majors de Toronto, équipe évoluant dans la Ligue de hockey de l'Ontario (LHO). Il y évolue durant les deux dernières saisons de cette franchise, de 1960 à 1962, finissant champion en 1960-1961 et perdant en finale en 1961-1962. Lors de la saison 1962-1963, il évolue toujours dans la LHO, au sein de l’effectif du Canadien junior de Montréal, avec lesquelles il se rend en finale de conférence. 
En 1963-1964, il intègre l’organisation des Maple Leafs de Toronto, où son père avait brillé deux décennies plus tôt. Il dispute trois matchs en Ligue américaine de hockey (LAH) pour les  Americans de Rochester, avant d’avoir l’honneur de représenter le Canada, lors des Jeux olympiques d’hiver de 1964.
Au cours de la saison 1964-1965, il est retranché en LCH dans le club des Oilers de Tulsa, qui est aussi un club affilié aux Maple Leafs de Toronto. Il se rendra en finale des séries éliminatoires avec eux. La saison 1965-1966, il évolue toujours avec ces derniers et échoue aussi en finale.
Le 6 juin 1967, lors du repêchage d’expansion de la Ligue nationale de hockey (LNH), il est le quatorzième choix des Seals d'Oakland .
Les Seals n’ayant pas encore de club affilié en LAH, il commence la saison au sein de l’effectif des Bisons de Buffalo, le club ferme des Rangers de New-York. Après quatorze parties, il est rapatrié dans l’effectif des Seals d’Oakland où il dispute 7 parties avant d’être rétrogradé dans leur club ferme, les Canucks de Vancouver, militant en  Western Hockey League (WHL).
Le 14 mai 1968, il est échangé aux Maple Leafs de Toronto contre un accord financier.
Il dispute la saison 1968-1969 dans le club ferme des Oilers de Tulsa, mais se mérite une place dans le contigent LNH pour deux matchs. La saison suivante, il la joue intégralement dans la LNH au sein des Maple Leafs.
La saison 1970-1971, il la débute dans le club ferme des Roadrunners de Phoenix, évoluant dans la WHL. Le 23 décembre 1970, il est échangé aux Canadiens de Montréal contre un accord financier. Il poursuit le reste de la saison au sein des Voyageurs de Montréal en LAH.
Le 30 août 1971, les Maple Leafs le rapatrie à nouveau dans une transaction à nouveau contre un accord financier.
Il ne dispute pas la saison 1971-1972, car il prépare son après-carrière. À l’université Carleton d’Ottawa, il obtient un diplôme de courtier en bourse.
Après cette parenthèse hors hockey, il revient lors de la saison 1972-1973 dans l’effectif des Maple Leafs. Il est échangé une nouvelle fois le 17 octobre 1973 aux Red Wings de Détroit contre un accord financier.
Il est envoyé en Europe par cette organisation, dans le cadre d’un projet d’une ligue européenne professionnelle pouvant participer aux barrages de la Coupe Stanley. Même si cette ligue n’a pas vu le jour, Terry joue pour les Lions de Londres, une équipe d’hockey sur glace disputant des matchs d’exhibiton, à l’image des Harlem Globetrotters.
Après avoir disputé trente-cinq matchs, il revient en Amérique et se joint aux Six-Guns d'Albuquerque en LCH pour finir la saison 1973-1974.
Lors de la saison 1974-1975, il dispute neuf matchs avec les Wings de la Virginie en LAH avant de prendre sa retraite.

## Statistiques

### En club
| Saison     | Équipe                          | Ligue      |    | Saison régulière | Saison régulière | Saison régulière | Saison régulière | Saison régulière |   | Séries éliminatoires | Séries éliminatoires | Séries éliminatoires | Séries éliminatoires | Séries éliminatoires |
| Saison     | Équipe                          | Ligue      | PJ | B                | A                | Pts              | Pun              | PJ               | B | A                    | Pts                  | Pun                  |                      |                      |
| 1960-1961  | St. Michael's Majors de Toronto | LHO        | 38 | 2                | 3                | 5                | 30               | 20               | 2 | 3                    | 5                    | 16                   |                      |                      |
| 1961-1962  | St. Michael’s Majors de Toronto | LHO        | 32 | 4                | 14               | 18               | 16               | 12               | 6 | 3                    | 9                    | 20                   |                      |                      |
| 1962-1963  | Canadien junior de Montréal     | LHO        | 27 | 6                | 7                | 13               | 29               | 10               | 1 | 6                    | 7                    | 10                   |                      |                      |
| 1963-1964  | Americans de Rochester          | LAH        | 3  | 0                | 0                | 0                | 0                |                  |   |                      |                      |                      |                      |                      |
| 1964-1965  | Americans de Rochester          | LAH        | 30 | 1                | 5                | 6                | 6                |                  |   |                      |                      |                      |                      |                      |
| 1964-1965  | Oilers de Tulsa                 | LCH        | 33 | 10               | 10               | 20               | 18               | 12               | 4 | 1                    | 5                    | 14                   |                      |                      |
| 1965-1966  | Oilers de Tulsa                 | LCH        | 70 | 15               | 18               | 33               | 74               | 11               | 3 | 5                    | 8                    | 5                    |                      |                      |
| 1966-1967  | Americans de Rochester          | LAH        | 72 | 14               | 24               | 38               | 51               | 10               | 0 | 2                    | 2                    | 4                    |                      |                      |
| 1967-1968  | Bisons de Buffalo               | LAH        | 14 | 4                | 1                | 5                | 4                |                  |   |                      |                      |                      |                      |                      |
| 1967-1968  | Canucks de Vancouver            | WHL        | 46 | 6                | 9                | 15               | 10               |                  |   |                      |                      |                      |                      |                      |
| 1967-1968  | Seals d'Oakland                 | LNH        | 7  | 0                | 0                | 0                | 0                |                  |   |                      |                      |                      |                      |                      |
| 1968-1969  | Maple Leafs de Toronto          | LNH        | 2  | 0                | 0                | 0                | 0                |                  |   |                      |                      |                      |                      |                      |
| 1968-1969  | Oilers de Tulsa                 | LCH        | 47 | 5                | 13               | 18               | 24               | 5                | 1 | 0                    | 1                    | 2                    |                      |                      |
| 1969-1970  | Maple Leafs de Toronto          | LNH        | 52 | 6                | 5                | 11               | 31               |                  |   |                      |                      |                      |                      |                      |
| 1970-1971  | Roadrunners de Phoenix          | WHL        | 18 | 2                | 1                | 3                | 9                |                  |   |                      |                      |                      |                      |                      |
| 1970-1971  | Voyageurs de Montréal           | LAH        | 33 | 5                | 3                | 8                | 6                | 3                | 0 | 0                    | 0                    | 0                    |                      |                      |
| 1972-1973  | Maple Leafs de Toronto          | LNH        | 32 | 0                | 1                | 1                | 6                |                  |   |                      |                      |                      |                      |                      |
| 1973-1974  | Lions de Londres                | Ind.       | 35 | 6                | 13               | 19               | 22               |                  |   |                      |                      |                      |                      |                      |
| 1973-1974  | Six-Guns d'Albuquerque          | LCH        | 19 | 4                | 0                | 4                | 21               |                  |   |                      |                      |                      |                      |                      |
| 1974-1975  | Wings de la Virginie            | LAH        | 9  | 0                | 0                | 0                | 0                |                  |   |                      |                      |                      |                      |                      |
| Totaux LNH | Totaux LNH                      | Totaux LNH | 93 | 6                | 6                | 12               | 39               |                  |   |                      |                      |                      |                      |                      |

### En équipe nationale
| Année | Compétition     |   | PJ | B | A | Pts | Pun             |  | Résultat |
| 1964  | Jeux olympiques | 7 | 1  | 1 | 2 | 2   | quatrième place |  |          |